# Барыкина, Любовь Алексеевна
Любовь Алексеевна Барыкина (род. 5 ноября 1983 года в Москве) — член сборной команды России под руководством Веры Силаевой и Ирины Винер (1991—2001), Мастер спорта международного класса по художественной гимнастике, Тренер чемпионок Германии по художественной гимнастике (2008—2010), Тренер юниорской сборной Германии (2011), Хореограф-постановщик Фестиваля художественной гимнастики «Алина» (2012—2013) Алины Кабаевой, Хореограф сбора по художественной гимнастике под руководством президента Европейской Федерации художественной гимнастики Хайди Брунедер, Австрия (2009—2014), Автор и создатель международного движения «Искусство в спорте», Почётный член Российской Академии Художеств. Дочь В. Г. Силаевой.

## Биография
С двухлетнего возраста начала заниматься художественной гимнастикой под руководство своей матери Веры Силаевой, когда, она была тренером первой российской олимпийской чемпионки Сиднея-2000 Юлии Барсуковой. В 1990 года поступила в школу с углубленным изучением изобразительного искусства. Каждый день занималась спортом, а еще училась в школе и дополнительно заниматься живописью, рисунком, керамикой.
Завершила профессиональную карьеру в 17 лет.
В 2000 году Любовь Барыкина переехала в Германию, её мама предложили работу со сборной Германии. И каждый год воспитывали по 4-5 чемпионок Германии по художественной гимнастике. С 2001 по 2003 годы проходила обучение в Университете искусств Фолькванг на факультете современного танца. С 2003 по 2007 годы училась в Российском государственном университете физической культуры, спорта, молодёжи и туризма (ГЦОЛИФК) Педагогический факультет, тренер-педагог, заочно. С 2003 года начала свою профессиональную деятельность как тренер и хореограф-постановщик в спортивном клубе  „TV Wattenscheid 01 RSG e. V.". А в 2005 году начала обучаться в Академии искусств на факультете живописи в Дюссельдорфе.
В 2012 году Защитила дипломную работу в Академии Искусств г. Дюссельдорфа, Выставка дипломной работы „Варьете“
В 2014 году создала международное движение  «Искусство в спорте», в котором соединила танцы, актерское мастерство, цирковое мастерство и живопись.

## Образование
- 1990 - 2000 Учёба в средней общеобразовательной школе № 1188, с углублённым изучением изобразительного искусства г. Москвы
- 2001 - 2003 годы проходила обучение в Университете искусств Фолькванг на факультете современного танца.
- 2003 по 2007 годы училась в Российском государственном университете физической культуры, спорта, молодёжи и туризма (ГЦОЛИФК) Педагогический факультет, тренер-педагог, заочно
- c 2006 г. после успешной сдачи экзамена переведена в класс ректора Академии профессора Маркуса Люпертца
- 2009 г. Вручение „Диплома-Мастера“ (Meisterschüler-Urkunde) ректором Академии Искусств г. Дюссельдорфа Энтони Крэггом (Anthony Cragg)
- 2011—2012 Обучение в классе профессора Катарины Фрич
- 2012 Защита дипломной работы в Академии Искусств г. Дюссельдорфа, Выставка дипломной работы „Варьете“
- 2019 Почётный член Российской Академии Художеств[4][6]

## Карьера
- 1990-2001 Занятия художественной гимнастикой. Член сборной команды России под руководством Силаевой В.Г., Винер И.А.
- 1998 Мастер спорта международного класса России по художественной гимнастике
- 2001-2003 Учёба в высшей школе „Folkwang-Hochschule“ на факультете современного танца в г. Эссене, Германия
- 2003-2007 Университет физической культуры, спорта и туризма г. Москвы, Россия Профессиональная деятельность
- 2007 Начало работы,как тренер-хореограф в спортивнм клубе „TV Wattenscheid 01 RSG“ в г. Бохуме, Германия
- 2008/2009/2010 Тренер Чемпионок Германии по Художественной гимнастике
- 2008 Тренер года в земле Северная Рейн Вестфалия, Германия
- 2011 Тренер юниорской сборной команды Германии
- 2011 Гастроли с сольным номером по Европе, варьете "Et Cetera"
- 2011 Хореограф-постановщик и участник фестиваля художественной гимнастики «Алина»
- 2012 Хореограф-постановщик Фестиваля по художественной гимнастике "Алина", Алины Кабаевой.
- 2012 Хореограф-постановщик Спартакиады Роснефть
- 2013 Хореограф-постановщик фестиваля художественной гимнастики Алины Кабаевой «Алина»
- 2013 Эксперт по хореографии в художественной гимнастике для тренеров Европы. Семинар в Белграде, Сербия
- 2014 Организатор и автор проекта/программы «Искусство в спорте» : Спортивные сборы и мастер классы для детей[7]
- 2016 Эксперт семинара «Хореография в художественной гимнастике» для лучших гимнасток и тренеров Чехии, г. Брно
- 2017 Эксперт по хореографии для молодёжной сборной Швейцарии
- 2019 Академик Российской Академии Художеств РАХ[4][6]
- 2020 Эксперт по хореографии национальной сборной Германии

## Семья
Барыкина Любовь Алексеевна родилась 5 ноября 1983 года в г. Москве, в спортивной семье. Мама, Силаева Вера Григорьевна - заслуженный тренер России, тренер олимпийской чемпионки Юлии Барсуковой 2000 г. В Сиднее. Папа, Барыкин Алексей Михайлович – тренер/ массажист сборной команды России по биатлону.

## Выставки
- 2007 г. Участие в выставке организованной PSD Bank (Дюссельдорф).
- 2007 г. Выставка класса Маркуса Люпертца (Kunstturm e.V) г. Ратинген (Германия).
- 2007 г. Организатор выставки фирма Von Rundstedt HR Partners Düsseldorf.
- 2007/2008/2009/2010 Ежегодная выставка Академии Искусств (Дюссельдорф).
- 2008 г. 18. Выставка Королевской Галереи г. Дюссельдорф.
- 2008 г. Организатор выставки фирма „Lovells“ г. Дюссельдорф.
- 2008/2009 Участие в благотворительном аукционе дома Christie“s Организаторы: Музей современного искусства „К21“ и „Heartwork“ г. Дюссельдорф.
- 2008 г. Выставка класса Маркуса Люпертца „HSBC Bank“ Düsseldorf.
- 2009 г. Выставка „Meister von Morgen“ галерея „Gecko“ г. Золинген, Германия.
- 2009 г. Выставка „Flower Power“ галерея „Ines Taube“ г. Дюссельдорф, Германия.
- 2009 г. Выставка „Charkow Leningrad Moskau“ галерея „Ines Taube“ г. Дюссельдорф, Германия.
- 2009 г. Выставка «Молодое искусство Европы» галерея «МаргоАрт» г. Москва, Россия.
- 2009 г. Выставка „Destination Düsseldorf“ галерея „Ines Taube“ Düsseldorf.
- 2010 г. Выставка «Новые позиции современного искусства» класса Маркуса Люпертца в Католическом Социальном Институте г. Бад Хоннеф, Германия.
- 2010 г. Выставка "Следы Неба" галерея "Kunstagentin" Дортмунд.
- 2010 г. 1-я персональная выставка в Москве "Магия Неба" в галерее "Марго-Арт"
- 2011 г. Персональная выставка "Магия Неба" в Государственной Думе РФ г. Москва,Россия
- 2012 г. Защита дипломной работы "Варьете" на ежегодной выставке академии искусств г. Дюссельдорф
- 2012 г. Выставка: "Запад. Небо,солнце,океан" Госсударственный выставочном зале "На Каширке" г.Москва
- 2013 г. Персональная выставка: «Рождение цвета» БЦ «Гранд Сетунь Плаза», г. Москва
- 2014 г. Персональная выставка: «Рождение цвета» БЦ «Яуза Тауэр», г. Москва
- 2015 г. Совместная выставка современных художников в галерее Kraft-Pavlova Foundation, Gallery Moscow/Geneva
- 2015 г. Персональная выставка «Искусство в спорте» в Государственном Геологическом Музее на Моховой, г. Москва
- 2015 г. Персональная выставка работ Любови Барыкиной в офисе телеканала «Про Бизнес», г. Москва
- 2018 г. Выставка художников «Международной Академии Творчества» в «Российском Институте Стратегических Исследований» в Москве
- 2019 г. Выставка художников Российской Академии Художеств и Академиков Международной Академии Творчества в Доме Кино г. Москва
- 2020 г. Участие в Аукционе в Германии г. Дюссельдорф Auktionshaus Demessieur Düsseldorf

## География проекта «Искусство в спорте»
- 2014-2020 – Истра, Огниково/Россия
- 2014-2020 – Улан-Удэ, Бурятия,Россия
- 2014-2015 – Obertraun, Австрия
- 2015 – Екатеринбург, Россия
- 2016 – Чехия, Брно
- 2017 – Zurich/Pfastatt Швейцария, Франция
- 2018 – Гамбург, Германия
- 2018 – Сан-Диего, USA, Америка
- 2018 – 2019 – 2020 Svilajnac, Serbija, Сербия
- 2018 – 2019 Истра, Арена Истра, Россия
- 2019 – 2020- Лондон, Великобритания
- 2019 – Кемерово, Россия
- 2019 – 2020 - Бохум, Германия
- 2019 – 2020- Долгопрудный, Россия
- 2020 – Клин, Россия
- 2020 – Бохум, Германия
- 2020 – Берлин, Национальная сборная Германии
- 2020 – Франкфурт, федерация земли Гессен
- 2020 – Шверте, федерация земли Вестфалия
- 2020 – Ингольштадт, Бавария Германия
- 2020 – Онлайн проект : Цюрих Швейцария, Чикаго

Америка, Россия : Кемерово, Москва, Долгопрудный